# Герхард I фон Зайн
Герхард I фон Зайн (на немски: Gerhard I von Sayn; * ок. 1390; † 15 септември 1419) е от 1409 г. до смъртта си граф на Зайн.

## Произход
Той е най-големият син на граф Йохан III фон Зайн († 1409) и съпругата му Аделхайд фон Вестербург († 1367), дъщеря на Райнхард I фон Вестербург († 1353) и Бехта фон Фалкенщайн († 1342).
Брат е на Райнхард († 1391), Еберхард (fl. 1409), граф Вилхелм († 1431) и на Берта, абатиса на Кауфунген († 1442).

## Фамилия
Първи брак: през 1385 г. със София фон Щайн-Льовенберг († сл. 1395). Те имат дъщеря:
- Берта († сл. 1410)

Втори брак: преди 6 юни 1409 г. с Анна фон Золмс-Браунфелс († 1433), дъщеря на граф Ото I фон Золмс-Браунфелс и Агнес фон Фалкенщайн-Мюнценберг. Те имат две деца:
- Дитрих (1415 – 1452), граф на Сайн-Алтенкирхен, женен 1435 г. за Маргарета фон Насау-Диленбург (1415 – 1467)
- Герхард II (1417 – 1493), граф на Сайн, женен 1453 г. за Елизабет фон Зирк (1435 – 1498)

Вдовицата му Анна фон Золмс-Браунфелс се омъжва втори път на 14 декември 1423 г. за Йохан II фон Лоон-Хайнсберг, херцог на Юлих († 1438).